# Oia, Tây Ban Nha
Oia là một đô thị trong tỉnh Pontevedra, Galicia, Tây Ban Nha.
Bản mẫu:Costas